# El detectiu Conan: The Scarlet Alibi
El detectiu Conan: The Scarlet Alibi (originalment en japonès, 名探偵コナン 緋色の不在証明; romanitzat com a Meitantei Conan: Hiiro no Fuzai Shōmei; lit. ‘El detectiu Conan: La coartada escarlata’) és una pel·lícula d'anime del 2021, dirigida per Sunsuke Ishihara. Es tracta d'un recopilatori d'escenes diversos episodis de la sèrie d'anime d'El detectiu Conan, amb l'objectiu de promocionar la pel·lícula El detectiu Conan: La bala escarlata. Al Japó es va estrenar l'11 de febrer de 2021. S'ha doblat i subtitulat al català pel SX3, que va emetre-la per primer cop l'11 de desembre de 2022 amb motiu del saló Manga Barcelona. Va ser distribuïda per Alfa Pictures en versió DVD.
El doblatge va ser produït per Takemaker i dirigit per Carles Nogueras. Compta amb les veus de Joël Mulachs (Conan Edogawa), Óscar Muñoz (Shinichi Kudo), Manel Gimeno (Shuichi Akai) i Clara Schwarze (Masumi Sera), entre d'altres. La majoria de les gravacions de veus són reutilitzades dels episodis originals de la sèrie, a excepció de les narracions de Muñoz i Gimeno i el doblatge de Mark Ullod.

## Sinopsi
La pel·lícula, narrada per Shinichi Kudo en una pista d'àudio inèdita, se centra en la família Akai. La veritable identitat d'aquests membres de la família està envoltada pel misteri i cadascun d'ells està connectat intricadament. Comença centrant-se en Shuichi Akai, que creien que estava mort, tot i que també ofereix un acostament a la Masumi Sera, en Shukichi Haneda i la Mary. Narrativament, serveix com a avantsala per la pel·lícula El detectiu Conan: La bala escarlata.

## Repartiment
| Personatge       | Doblatge original  | Doblatge en català |
| ---------------- | ------------------ | ------------------ |
| Conan Edogawa    | Minami Takayama    | Joël Mulachs       |
| Shinichi Kudo    | Kappei Yamaguchi   | Óscar Muñoz        |
| Shuichi Akai     | Shuichi Ikeda      | Manel Gimeno       |
| Ran Mouri        | Wakana Yamazaki    | Núria Trifol       |
| Kogoro Mouri     | Rikiya Koyama      | Mark Ullod         |
| Shukichi Haneda  | Toshiyuki Morikawa | Héctor García      |
| Masumi Sera      | Noriko Hidaka      | Clara Schwarze     |
| Mary Sera        | Atsuko Tanaka      | Geni Rey           |
| Subaru Okiya     | Ryotaro Okiyau     | Daniel Albiac      |
| Toru Amuro       | Toru Furuya        | Roger Pera         |
| Jodie Starling   | Miyuki Ichijou     | Montse Puga        |
| Andre Camel      | Kiyoyuki Yanada    | Pep Ribas          |
| Yu Sugimoto      | Yumi Miyamoto      | Irene Miràs        |
| Yukiko Kudo      | Sumi Shimamoto     | Rosa Guillén       |
| Yusaku Kudo      | Hideyuki Tanaka    | Santi Lorenz       |
| Vermouth         | Mami Koyama        | Lourdes Fabrés     |
| Gin              | Yukitoshi Hori     | Luis Grau          |
| Hidemi Hondo/Kir | Kotono Mitsuishi   | Elisa Beuter       |
| Chianti          | Kikuko Inoue       | Eva Coll Singla    |
| Vodka            | Fumihiko Tachiki   | Joan Massotkleiner |
| Sonoko Suzuki    | Naoko Matsui       | Eva Lluch          |
| Naeko Miike      | Rie Tanaka         | Elisabet Bargalló  |